# Wiwibloggs
是於2009年4月22日，由前《時代雜誌》記者威廉·李·亚当斯（William Lee Adams）創立的網站與YouTube頻道。Wiwibloggs主要報導歐洲歌唱大賽相關新聞，隨著網站發展，Wiwibloggs還參與了各國的選手委員會。

## 外部連結
- Wiwibloggs （页面存档备份，存于）